# My Story
MY STORY – szósty album studyjny Ayumi Hamasaki. Został wydany w wersji CD i CD+DVD z różnymi limitowanymi okładkami. Wersja CD kosztowała w Japonii ¥ 3 059, natomiast wersja CD+DVD ¥ 3 990. Album znajdował się przez czterdzieści trzy tygodnie w rankingu Oricon. W pierwszym tygodniu był na #1 miejscu. W Azji sprzedano 2 miliony kopii płyty. MY STORY Classical jest kompilacją, która zawiera piosenki z MY STORY w wersji klasycznej.

## Lista utworów

### CD
| #  | Tytuł                         | Muzyka           | Aranżacja              | Czas |
| -- | ----------------------------- | ---------------- | ---------------------- | ---- |
| 1  | "Catcher In The Light"        | CMJK             | CMJK                   | 2:44 |
| 2  | "About You"                   | Kazuhito Kikuchi | Tasuku                 | 3:58 |
| 3  | "GAME"                        | Bounceback       | HΛL                    | 4:11 |
| 4  | "my name's WOMEN"             | Bounceback       | HΛL                    | 5:38 |
| 5  | "WONDERLAND" (instrumental)   | CREA             | CREA                   | 1:34 |
| 6  | "Liar"                        | Raita Ikemoto    | CMJK, Takahiro Izutani | 4:58 |
| 7  | "HOPE or PAIN"                | Tetsuya Yukumi   | CMJK                   | 4:19 |
| 8  | "HAPPY ENDING"                | Tetsuya Yukumi   | CMJK                   | 4:42 |
| 9  | "Moments"                     | Tetsuya Yukumi   | Hikari                 | 5:29 |
| 10 | "walking proud"               | Tetsuya Yukumi   | Hikari                 | 5:14 |
| 11 | "CAROLS"                      | Tomoya Kinoshita | CMJK                   | 5:29 |
| 12 | "Kaleidoscope" (instrumental) | HΛL              | HΛL                    | 1:49 |
| 13 | "INSPIRE"                     | Tetsuya Yukumi   | HΛL                    | 4:31 |
| 14 | "HONEY"                       | Tetsuya Yukumi   | HΛL                    | 5:10 |
| 15 | "Replace"                     | Kazuhito Kikuchi | HΛL                    | 5:05 |
| 16 | "winding road"                | CREA             | Hikari                 | 5:02 |
| 17 | "Humming 7/4"                 | CREA             | Kōtarō Kubota          | 4:25 |

### DVD
| #  | Tytuł                       | Reżyser         | Czas |
| -- | --------------------------- | --------------- | ---- |
| 1  | "Moments" (teledysk)        | Tetsuo Inoue    | 5:38 |
| 2  | "INSPIRE" (teledysk)        | Tetsuo Inoue    | 5:37 |
| 3  | "GAME" (teledysk)           | Hideaki Sunaga  | 4:23 |
| 4  | "CAROLS"(teledysk)          | Masashi Muto    | 6:15 |
| 5  | "About You" (teledysk)      | Hideaki Sunaga  | 4:02 |
| 6  | "walking proud"(teledysk)   | Ken Sueda       | 5:41 |
| 7  | "Humming 7/4"(teledysk)     | Wataru Takeishi | 4:40 |
| 8  | "Moments" (making off-shot) | Tetsuo Inoue    | 5:33 |
| 9  | "INSPIRE" (making off-shot) | Tetsuo Inoue    | 5:01 |
| 10 | "GAME" (making off-shot)    | Hideaki Sunaga  | 4:19 |
| 11 | "CAROLS" (making off-shot)  | Masashi Muto    | 5:49 |